# JUANG
《JUANG》是一部2022年9月8日上映的马来西亚剧情片，由三家电影公司共同制作，阿基兹·M·奥斯曼、尤斯里·本·阿卜杜勒·哈利姆、赖建雄（Matt Lai）、卡比尔·巴蒂亚与奥斯曼·阿里联合执导。电影由5个故事组成，主要围绕着从医疗、军警、航空到送餐领域的前线人员，滞留武汉的大马公民以及派往武汉接滞留公民回家飞机等马来西亚COVID-19大流行的真实故事。这部电影由多名马来西亚知名演员主演，获马来西亚纪录大全认证“最多演员参与电影作品”。

## 演员阵容
- 祖尔·阿里芬
- 齐萨恩·拉萨克 饰演 警察
- 詹娜·妮可
- 伊祖·伊斯兰
- 林德荣
- 桑吉塔·克里希纳萨米
- 凡尼达·伊姆兰
- 朱浩仁 饰演 亚航空少[5]
- 周坚华
- 阿兹里·萨布里（Azri Sabri）
- 迪安·比南利
- 罗斯彦·诺
- 阿蒂巴·诺
- 叶良财
- 陈意遐
- 嘉拉鲁丁·哈山
- 卢基曼·哈菲斯
- 法林·艾哈迈德
- 丽丝达瓦蒂
- 王竣
- 狄妃 饰演 女司机（友情客串）
- 万娜·阿里
- 王义翔 饰演 警察